# Menophra canariensis
Menophra canariensis är en fjärilsart som beskrevs av Hans Rebel 1917. Menophra canariensis ingår i släktet Menophra och familjen mätare. Inga underarter finns listade i Catalogue of Life.